# Willy Welz
Willy Welz (* 3. Mai 1927; † 21. April 2010) war ein deutscher Maschinenbauingenieur.

## Werdegang
Welz legte im Juni 1963 an der Fakultät für Maschinenwesen der Technischen Hochschule Stuttgart seine Promotionsschrift vor. Von November 1965 bis zu seinem Eintritt in den Ruhestand im März 1988 war er Direktor der Schweißtechnischen Lehr- und Versuchsanstalt München (SLV). In dieser Zeit erweiterte er das Haus erheblich und entwickelte es zum größten Schweißtechnischen Institut in Bayern.
Seit 1951 war er Mitglied im Deutschen Verband für Schweißen und verwandte Verfahren (DVS). Dort gründete er 1970 die Arbeitsgruppe „Bolzenschweißen“, der er bis 1992 als Obmann vorstand, und war in zahlreichen weiteren Gremien des Verbandes tätig. Daneben trat er durch seine Veröffentlichungen hervor.
Für seine Verdienste um die schweißtechnische Gemeinschaftsarbeit und den DVS wurde er 1989 mit dem DVS-Ehrenring ausgezeichnet. 1995 bekam er für seine Verdienste um die Schweißtechnik das Verdienstkreuz am Bande der Bundesrepublik Deutschland verliehen.

## Schriften
- Rollennaht-Stumpfschweissen mittels aufgelegter Kontaktfolien. - T. H., F. f. Maschinenw., Diss. v. 26. Juni 1963
- Bolzenschweißen. - Düsseldorf: Dt. Verl. für Schweisstechnik, DVS-Verlag, 1997 (mit Rainer Trillmich)